# アップステアーズ・ラウンジ放火事件
アップステアーズ・ラウンジ放火事件（英：UpStairs Lounge arson attack）は、1973年6月24日、アメリカ合衆国・ルイジアナ州ニューオーリンズフレンチ・クオーターのシャルトル通り141で、3階建ての建物の2階にあるゲイバーで発生した。
火災や煙の吸入の結果、32人が死亡した。警察の見解は依然として「容疑者不明」とされている。
最も可能性の高い容疑者は、ロジャー・ヌニェスという名前の同性愛者で、この日の早朝に退出していたが、1974年11月に自殺したため起訴されなかった。放火が憎悪や明白な同性愛嫌悪に動機づけられたという証拠はこれまで見つかっていない。2016年のオーランド銃乱射事件が発生するまで、アップステアーズ・ラウンジ放火事件は、米国の歴史上最大の同性愛者クラブに対する攻撃として知られていた。
2017年、この事件を題材としてオフ・ブロードウェイでミュージカル「The View UpStairs」が作られている。
また2022年2月から、同名のミュージカルの日本人キャストによる公演が上演された。